# Église Saint-Pierre-ès-Liens de Lesmont
Pour les articles homonymes, voir Église Saint-Pierre-ès-Liens.
L'église Saint-Pierre-ès-Liens est une église située à Lesmont, en France.

## Description
L'édifice est inscrit au titre des monuments historiques en 1982.

L’église, en forme de croix latine, est connue sous le vocable de saint Pierre-ès-Liens. 

## Localisation
L'église est située sur la commune de Lesmont, dans le département français de l'Aube.

## Historique
Elle fut construite au XIIIe siècle pour une partie du transept, le reste de l’édifice date du XVIe siècle.
Dans les premiers temps, elle dépendit de l’abbaye de Montier-en-Der. Elle fut ensuite la possession à la fois du curé, de l’abbaye de Basse-Fontaine et du seigneur de Lesmont, lesquels se partageaient les dîmes.
Le 2 février 1814, lors de la campagne de France, Napoléon se retirant vers Troyes après la bataille de La Rothière, fit bruler le pont après le passage de ses troupes. Pendant la bataille des boulets de canon tombèrent sur l’église, provoquant de nombreux dégâts et endommageant le clocher. Penchant anormalement et menaçant de s’effondrer sur l’église, il est démonté en 1857. Il fallut attendre 1865 pour le reconstruire après avoir refait deux piliers et deux voutes. On en profite pour réinstaller les trois cloches dont deux, Fanie et Eugénie, sont refondues et refaites. La troisième, Marie Anne, est toujours en bon état depuis 1772. La couverture du clocher fut refaite totalement en 1925. Plus tard, endommagée par un orage, elle est réparée en 1960. Puis, encore détériorée par la foudre en 1992, la couverture de ces cloches est entièrement refaite, un parafoudre y est enfin installé.
L’église subit d’importantes restaurations à la fin du XIXe et début du XXe.
Elle est inscrite à l’Inventaire supplémentaire des Monuments Historiques depuis 1982.

## Éléments
- Cuve baptismale octogonale
- Clés de voûte de 1656
- Dalles funéraires de Jehan de Molins (fin du XIIIe) et de dame Gillebert (1299)
- Autel, œuvre du sculpteur Jules Cathelin (1880)
- Statue de saint Pierre (XVIe siècle)
- Statue de la Vierge-mère (XVIe siècle)
- Vitrail en grisaille jaune d’argent, Dormition de la Vierge (M.H.) du XVIe siècle restaurée en 1925
- Verrière de la délivrance de saint Pierre — patron de Lesmont — en prison (1903) restaurée en 1990
- Verrière : saint Georges (1883)
- Verrière : sainte Thérèse (1883)
- Sacristie, servant de chapelle pendant l’hiver
- Inscription funéraire de M. Perthuisot

La chaire, les bancs et toutes les boiseries qui meublent l’église sont l’œuvre de M. Royer, artisan du village (1891).
L’autel, œuvre du sculpteur Jules Gattelin qui l’installa en 1880, est un don de Mme Françoise Eugénie Desplanche, décédée le 13 septembre 1885 à 77 ans. En 1877 cette pieuse personne fit don de plusieurs statues que l’on remarque dans l’église.